# GE Vernova
GE Vernova est une multinationale spécialisée dans l'énergie, dont l'industrie nucléaire et les énergies renouvelables. Elle est basée à Cambridge, aux États-Unis,. GE Vernova est issue de la fusion, puis de la scission des activités dans l'énergie de General Electric en 2024 : GE Power, GE Renewable Energy, et GE Digital.
Dans le domaine de l'éolien en mer, son principal concurrent est l'entreprise germano-espagnole Siemens Gamesa, qui pourrait détrôner la future éolienne de GE Vernova Haliade-X, développée à Cherbourg, l'une des plus puissantes au monde. À travers GE Steam Power et sa filiale GEAST, GE Vernova développait aussi à Belfort la turbine nucléaire Arabelle, la plus puissante au monde, mais cette filiale a été cédée en mai 2024 à EDF.

## Historique

### 2012: GE Power
En 2008, la division GE Energy est créée dans le cadre d'une réorganisation globale du groupe en conséquence à des pertes financières liées à la division GE Infrastructure. GE Energy avait son siège à Atlanta, en Géorgie, aux États-Unis.
En 2012, la division GE Power de General Electric est créée à l'issue de la scission de GE Energy.

### 2015: rachat d'Alstom Power et Grid, création de GE Renewable Energy
Les premières négociations pour une cession à General Electric d'une partie des activités d'Alstom s'amorcent en 2012 sous l'impulsion d'Emmanuel Macron, alors secrétaire général adjoint de l'Elysée,. Ce dernier fait notamment rédiger un rapport établi par le consultant AT Kearney,. Entre avril et juin 2014, General Electric entre en négociation pour l'acquisition de l'activité énergie du groupe français Alstom. Le 24 avril 2014, les premières informations sont publiées sur le rachat partiel d'Alstom par General Electric, pour un montant de 13 milliards de dollars. Le 30 avril, le conseil d'administration d'Alstom accepte l'offre de 12,35 milliards d'euros de General Electric, pour ses activités énergétiques. General Electric confirme son offre de 16,9 milliards de dollars.
En 2015, la filiale franco-américaine GE Renewable Energy est créée à partir du rachat des activités énergie (Alstom Power et Alstom Grid) de la multinationale française Alstom, spécialisée dans les énergies renouvelables.
Son siège social était à Boulogne-Billancourt, en France, et se concentrait sur la production de systèmes d'énergies renouvelables. Ses produits comprenaient des installations de production d'énergie éolienne (onshore et offshore), hydroélectrique et solaire (concentrée et photovoltaïque).
En janvier 2016, General Electric annonce la suppression de 6 500 emplois dans sa branche énergie dont 765 postes en France. En octobre 2016, General Electric annonce l'acquisition pour 1,65 milliard de dollars de LM Wind Power, une entreprise danoise qui est l'un de ses principaux fournisseurs de pales d'éoliennes.

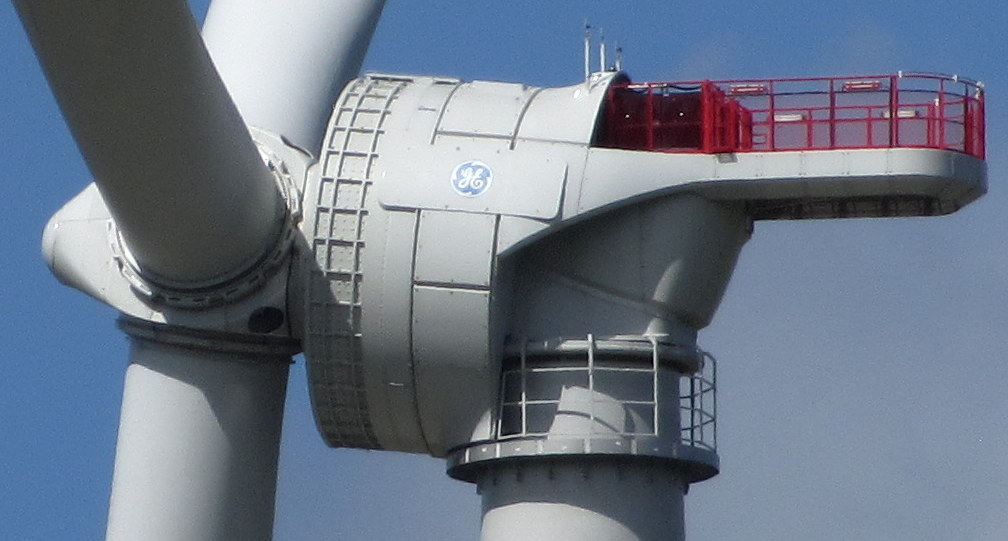
Une GE-Alstom Haliade 150-6MW en 2017.

En mai 2018, Alstom annonce la vente de ses participations dans ses trois coentreprises avec General Electric, à ce dernier, pour 2,594 milliards d'euros. Ces coentreprises étaient présentes dans le domaine du réseau électrique, du nucléaire et des énergies renouvelables.
En juillet 2018, un mois après le rachat de l'ensemble des parts dans sa coentreprise avec Alstom, General Electric annonce un plan de restructuration de la branche Hydro en supprimant 1 330 postes dans le monde dont 293 postes à Grenoble, alors que GE s'était engagé à créer 1 000 postes en France lors du rachat de la branche Énergie d'Alstom,.

### 2024: cession des turbinesArabelleet création de GE Vernova

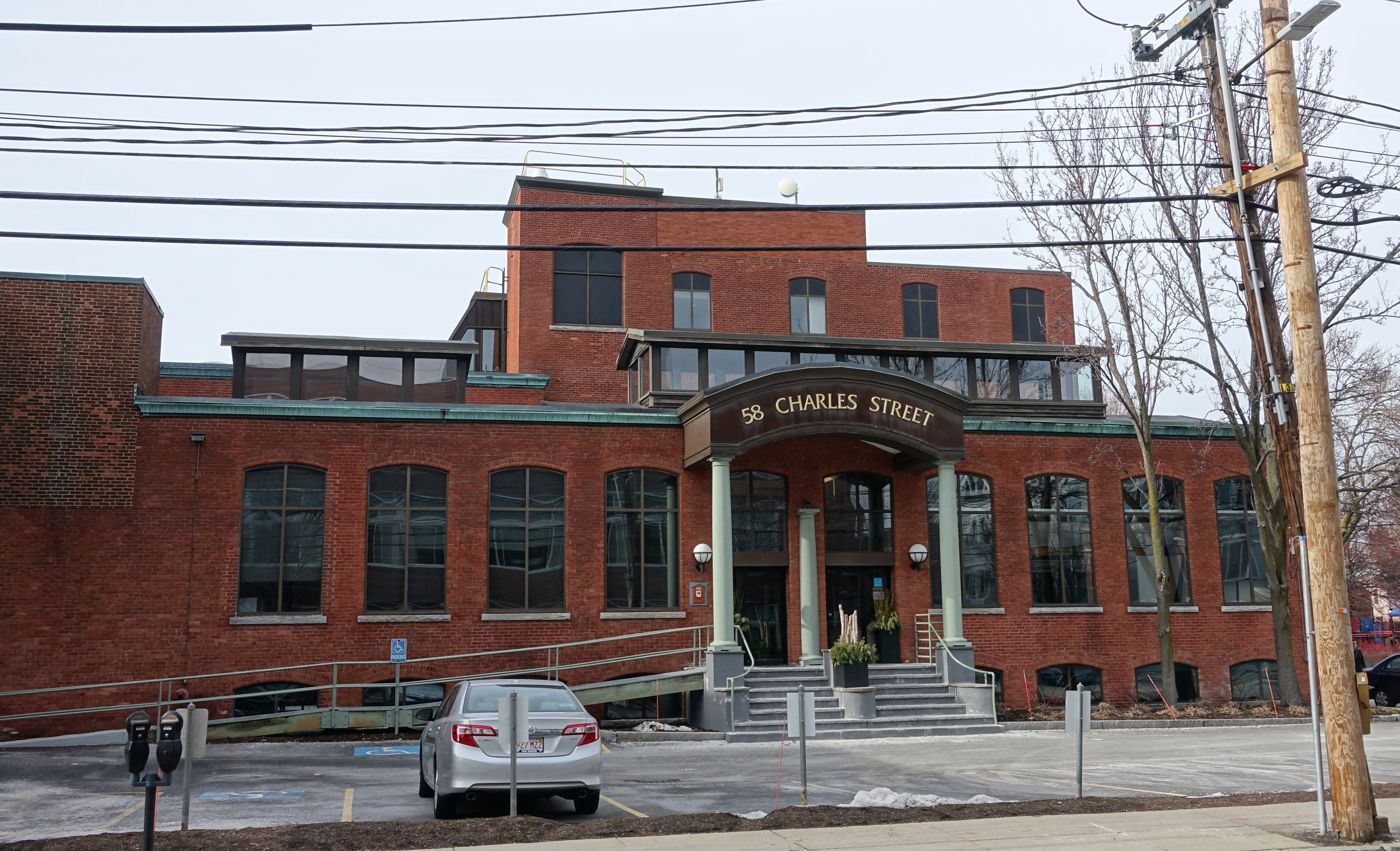
Siège social de GE Vernova, à Cambridge, dans le Massachusetts.

Le 9 novembre 2021, General Electric a annoncé sa scission en trois sociétés indépendantes cotées en bourse. L'année suivante, le groupe annonce la création de GE HealthCare, GE Aerospace et GE Vernova à l'issue du plan de scission. GE Healthcare a été la première à être scindée, le 4 janvier 2023. GE Vernova a été la deuxième division de l'Américain General Electric à être scindée.
En janvier 2022, le français EDF et General Electric s'entendent sur une reprise d'une partie (GEAST) de GE Steam Power (ex-Alstom Power Systems), les activités de GE Power dans le nucléaire. EDF va débourser environ 175 millions d'euros pour cette transaction, une fois prises en compte les liquidités et dettes de l'activité rachetée. Cette ancienne activité d'Alstom Power valorisée un milliard d'euros, spécialisée dans les groupes turbo-alternateurs nucléaires, notamment Arabelle et les services de maintenance associés aux réacteurs déployés,,.
Le 2 avril 2024, GE Power, GE Renewable Energy et GE Digital fusionnent pour former une entreprise indépendante nommée GE Vernova, cotée à la Bourse de New York sous le sigle GEV et basée à Cambridge, dans le Massachusetts,,. Après la réalisation de l'opération, General Electric est rebaptisée GE Aerospace,.
GE Vernova annonce en septembre 2024 de nouvelles suppressions d'emplois : 900 suppressions dans le monde dont 360 en France. Cela porte le total des suppressions d'emploi depuis la reprise d'Alstom par GE avec la bénédiction d'Emmanuel Macron à 3 000 suppressions d'emplois au lieu des 1 000 créations prévues à l'origine.

## Organisation
Au 2 avril 2024, GE Vernova est organisée en quatre divisions basées aux États-Unis, en France et au Danemark : 
- Power, dirigée par Mavi Zingoni (Cambridge, États-Unis) ;
  - GE Gas Power, (Schenectady, États-Unis) ;
  - GE Hydro Power, anciennement Alstom Power Hydro (Boulogne-Billancourt, France) ;
  - GE Hitachi Nuclear Energy (Wilmington, États-Unis) ;
  - GE Steam Power, dirigé par Valérie Marjollet (Baden, Suisse) ;
    - GE Steam Power Service (US), conservé par GE Vernova ;
    - GE Steam Power Service (hors Amériques), cédé à EDF et devenu Arabelle Solutions en 2024 ;
    - GE Steam Power Systems, cédé à EDF et devenu Arabelle Solutions en 2024 ;
- Wind, dirigé par Vic Abate (Boulogne-Billancourt, France)[32] ;
  - GE Offshore Wind, anciennement Alstom Wind (Nantes, France) ;
  - GE Onshore Wind (Boulogne-Billancourt, France) ;
  - LM Wind Power (Kolding, Danemark) ;
- Electrification Systems, dirigé par Philippe Piron (Boulogne-Billancourt, France) ;
  - GE Power Conversion (Villebon-sur-Yvette, France) ;
  - GE Grid Solutions, anciennement Alstom Grid (Boulogne-Billancourt, France) ;
  - GE Solar and Storage Solutions (Boulogne-Billancourt, France) ;
- Electrification Software, anciennement GE Digital, dirigé par Scott Reese (Charlotte, États-Unis).

## Activité de lobbying

### En France
GE Renewable Management, filiale de GE Vernova, déclare à la Haute Autorité pour la transparence de la vie publique exercer des activités de lobbying en France pour un montant qui n'excède pas 400 000 euros sur le second semestre 2017.
Hugh Bailey, directeur des affaires publiques de GE France et ancien conseiller du ministre de l'Économie Emmanuel Macron, devient en avril 2019 directeur général de GE France.

## Critiques

### Licenciements en France et sur le site de Belfort
Le 17 avril 2019, General Electric publie un communiqué pour informer qu'il ne tiendra pas les promesses qu'il avait annoncées en France en 2015 lorsqu'il avait racheté la branche énergie d'Alstom. À cette époque, l'entreprise avait reçu 70,3 millions d'euros d'aides publiques versés par l'État pour soutenir son activité. General Electric s'était engagé à créer 1 000 emplois, mais va finalement en supprimer plusieurs centaines à l'issue d'un plan de suppression de postes. Le groupe a également annoncé qu'il ne fournirait pas les trois parcs à éolienne en mer comme il s'y était engagé, estimant qu'il est pénalisé par les recours administratifs et écologiques amorcés. Entre 800 et 1 000 salariés seront licenciés au cours de l'été 2019.
Le 28 mai 2019, General Electric annonce que 1 050 des 4 000 emplois de l'usine de Belfort seront supprimés, soit plus d'un quart des effectifs totaux,,.
Le 1er juin 2019, Hugh Bailey, numéro un de GE, assure que le site de Belfort ne fermera pas ses portes et qu'il « restera le premier site industriel de Power GE en Europe »,. La CGT propose en juillet 2019 un plan de sauvegarde et de développement de l'emploi sur le site.
En novembre 2020, une source syndicale a annoncé que General Electric s'apprête à éliminer plus de 300 postes dans L'Hexagone au sein de son entité « Steam Power », dont près de 240 postes au niveau de son site de Belfort. Une annonce qui a été confirmée par General Electric, qui a affirmé son projet de réorganiser son entité Steam Power en Europe, sans pour autant donner plus d'information sur le nombre de postes menacés.
Selon le magazine Challenges, sept ans après le rachat d'Alstom, le bilan du groupe est « désastreux » en France, avec 5 000 postes supprimés dont 1 200 à Belfort.

### Plainte pour blanchiment de fraude fiscale
Disclose révèle que l'entreprise a transféré 800 millions d'euros dans des paradis fiscaux depuis la France. Après une démarche au civil, les représentants du personnel s'engagent dans un volet pénal. Le lundi 30 mai 2022, une plainte est déposée par Eva Joly au nom des syndicats de la branche énergie de GE, aujourd'hui GE Vernova, ex-Alstom (CFE-CGC et Sud Industrie, intersyndicale de l'usine de Belfort), avec le soutien des ONG Attac et d'Oxfam France,.
Différentes pratiques du groupe permettent de déplacer en partie les bénéfices enregistrés en Suisse ou dans l'État du Delaware, créant une « situation artificiellement déficitaire », d'après Philippe Petitcolin, secrétaire du comité social et économique (CSE) de l'entité et membre de la CFE-CGC.
Eva Joly montre que sur la période 2016-2019, il y a eu une minoration artificielle des bénéfices du site de Belfort de 555 millions d'euros,, et souligne l'importance de cette plainte : les plaintes pour blanchiment de fraude fiscale contre les multinationales sont rares.